# 猪熊家 (卜部氏)
猪熊家（いのくまけ）は、日本の社家。香川県東かがわ市に鎮座する白鳥神社の神職を代々務める家である。

## 概要
家業は神祇道、有職故実。通字は「兼」「慶」。
元は平野神社預を兼ねた家系。中世以降荒廃した平野神社を西洞院時慶が再興し、預職を奪われてしまった。この後、猪熊兼古は高松松平家に招聘されて白鳥神社を再興、同社の初代宮司となる。
兼古の跡は、孫の猪熊兼慶が継承した。明治に入ると士族身分となる。
猪熊家は維新後も同社神職を務めた。夏樹は当初家業を分家に任せ国学に勤しんだが、明治40年（1907年）に白鳥神社社司となり、以降は夏樹の家系が神職を務めることとなった。有職故実家として名高い夏樹の子供浅麿も、父亡き跡を受けて大正元年（1912年）、社司となった。
夏樹の妹・久子は、北小路随光の妻となり、養子に柳原前光の庶子・燁子（のちの柳原白蓮）を迎えた。戦後、白蓮は昭和26年（1951年）12月4日に白鳥神社を訪れ、養母の実家を訪れたいというかねてからの願いを叶えた。その時にしたためた書が白鳥神社に現存していることが、連続テレビ小説『花子とアン』で仲間由紀恵演じる葉山蓮子のモデル柳原白蓮に注目が集まった平成26年（2014年）に分かった。